# Haverford College (CDP)
Haverford College è un census-designated place (CDP) degli Stati Uniti d'America, situato nello stato della Pennsylvania, diviso tra la contea di Delaware e la contea di Montgomery.